# DiGeorgův syndrom
DiGeorgův syndrom (DGS), jinak též velokardiofaciální syndrom či hypoplázie brzlíku a příštitných tělísek) patří mezi takzvané mikrodeleční syndromy či syndromy genů naléhajících na sebe. Syndrom byl popsán v roce 1968 dětským endokrinologem Angelo DiGeorgem.

## Etiologie a patogeneze
Nejčastější příčinou tohoto syndromu je delece na dlouhém raménku 22. chromozomu (úsek 22q11), která je přítomná u 90 % pacientů s DGS. Stejnou deleci nacházíme i u dvou dalších, fenotypově téměř totožných syndromů – Takaova syndromu a Shprintzenova syndromu. Pro samotný DiGeorgův syndrom je pak nejtypičtější delece úseku 22q11.2. Popsány byly případy s mutací T-BOX 1 genu (TBX1) – tedy specifického transkripčního faktoru.
Syndrom se vyskytuje většinou sporadicky, popsány jsou však i případy familiárního výskytu (výskyt v rodině), kde syndrom vykazoval autozomálně dominantní typ dědičnosti. Mimo vlastní deleci 22q11 byly popsány i translokace – např. t(2; 22), t(4; 22) či t(20; 22). Charakteristické příznaky tohoto syndromu byly popsány i u delecí na jiných chromosomech, než v oblasti 22q11 – například del(10p13), del(18q21.33) či del(4q21.3-q25).
Vzhledem k podobným fenotypovým projevům (obecně velokardiofaciální anomálie) a stejné deleci jsou v poslední době DiGeorgův, Shprintzenův a Takaův syndrom řazeny pod označení CATCH 22 (anglicky: Cardiac abnormality / abnormal facies (vrozené srdeční vady), T cell deficit due to thymic hypoplasia (hypoplázie či ageneze thymu vedoucí k imunodeficienci), Cleft palate (rozštěp patra), Hypocalcemia due to hypoparathyroidism resulting from 22q11 deletion (hypoparathyroidismus vedoucí k hypokalcémii); akronym CATCH 22 je inspirován anglickým názvem knihy Hlava XXII (Catch-22) od Josepha Hellera.

## Klinický obraz
DiGeorgův syndrom je porucha vývoje třetí a čtvrté žaberní výchlipky, jejímž následkem je omezený vývoj (až úplná absence) brzlíku a příštitných tělísek. Narušen může být i vývoj štítné žlázy a ultimobranchiálního tělíska. Typické jsou rovněž vrozené vady srdce a velkých cév a různé abnormality v obličejové krajině včetně rozštěpů. Relativně častá je i mentální retardace.
Projevy jsou značně proměnlivé a závažnost postižení je úměrná deficitu T-lymfocytů, ty jsou přítomny pouze v nízkých hladinách a v některých případech zcela chybí. Redukovány jsou i orgánové thymodependentní oblasti jako parakortikální zóny lymfatických uzlin. Deficit T-lymfocytů má sklon se s věkem normalizovat a okolo 5 let věku mohou T-lymfocyty dosáhnout normálních hodnot. Mimo poruchy imunity a náchylnosti především k některým virovým a mykotickým infekcím se syndrom vyznačuje i hypokalcémií (kvůli nepřítomnosti parathormonu z příštitných tělísek) a případnou tetanií.

## Terapie
Léčba je symptomatická. V těžších případech je možnost transplantace kostní dřeně s periferními lymfocyty či transplantát z kultivované thymové tkáně. Obličejové a srdeční vady je možno řešit chirurgickou cestou.